# Liebling der Frauen
Liebling der Frauen ist ein französisch-britischer Spielfilm aus dem Jahre 1954 von René Clément mit Gérard Philipe in der Titelrolle. Der Film basiert auf dem Roman M. Ripois et la Némesis von Louis Hémon.

## Handlung
London zu Beginn der 1950er Jahre: André Ripois ist ein hommes à femmes, ein unverbesserlicher aber charmanter Schlingel und Herzensbrecher, dem keine Dame widerstehen kann. Den mit einer Britin verheiratete Franzosen, der das leichte Leben liebt, hat es in die englische Hauptstadt verschlagen, wo er unverdrossen seinem einzigen Hobby nachgeht: den Damen den Kopf zu verdrehen, und jene Frauen machen es ihm auch leicht, denn dem nonchalanten Monsieur Ripois, im Grunde genommen ein etwas abgerissener, unsicherer Hochstapler, können sie einfach keinen Wunsch abschlagen. Angesichts seiner ständigen Streifzüge durch den Großstadtdschungel mag Andrés Gattin Catherine nicht mehr länger seine Affären dulden und reist nach Edinburgh, um dort die Scheidung einzureichen. André umgarnt derweil eine neue Frau, in die er sich auch noch verliebt, wie er behauptet: Es ist ausgerechnet Patricia, eine Freundin seiner Noch-Ehefrau. Patricia erzählt er mehr von seinem unsteten, rastlosen Leben als bislang jeder anderen Frau, die er verführt hat und dass er im Grunde genommen einerseits ein Getriebener und andererseits doch einfach nur ein liebes- und schutzbedürftiger junger Mann sei. Patricia nimmt erstaunt zur Kenntnis, dass André ihr freimütig erzählt, dass er rasch das Interesse an den umgarnten Frauen verlieren würde, sobald er mit seinen Verführungskünsten am Ziel angelangt sei.
Seine bisherigen „Opfer“ waren zum Beispiel Anne, seine Vorgesetzte bei der Arbeit, und Norah, die er auf der Straße verfolgt und fälschlicherweise gebeten hat, sie zu heiraten, sie aber augenblicklich stehenlässt, als er seiner Mutter begegnet. Und da ist die in London ihrem Geschäft nachgehende französische Prostituierte Marcelle, die sich schützend vor ihn gestellt hat, als man ihn auf der Straße anhält, um aus ihm seine ausstehende Miete herauszupressen. Doch bei der vor Andrés Methoden von Catherine vorgewarnten Patricia verfangen diese gefühlsduseligen Geschichten von einem zwanghaften Frauenbeglücker, der doch eigentlich nur eine geschundene, hilflose Seele sei, nicht. Denn Patricia erkennt, dass sie, würde auch sie seinem Charme verfallen, doch nur eine weitere Frau auf seiner „Don-Juan-Liste“ wäre. Und so zieht Monsieur Ripois seine letzte Trumpfkarte und täuscht einen Selbstmordversuch vor. Er lehnt sich an ein offenes Fenster und droht mit einem Sprung in die Tiefe. Dabei geschieht das Unglück: er kann sich nicht halten und fällt tatsächlich hinab. Zwar überlebt André den tiefen Fall, doch wird er ein Leben lang gelähmt bleiben. Catherine weiß nicht, dass es sich bei dem Fenstersturz lediglich um ein missglücktes Täuschungsmanöver Andrés handelt. Im Glauben, der „Selbstmordversuch“ sei ein Hilfeschrei ihr gegenüber gewesen, zieht sie ihren Scheidungsantrag zurück. Ihr unseliger Gatte aber wird sein Leben lang ihr persönlicher „Gefangener“ bleiben, nunmehr zur ehelichen Treue verdammt.

## Produktionsnotizen
Die Dreharbeiten zu Liebling der Frauen zogen sich vom 8. Juli bis zum 3. Oktober 1953 hin, die Studioaufnahmen wurden in den Elstree Studios hergestellt, die Außenaufnahmen in London. Die Uraufführung fand am 3. April 1954 im Rahmen des Internationalen Filmfestspielen von Cannes statt, französischer Massenstart war am 19. Mai 1954. Die deutsche Premiere war am 16. Juli 1954.
Die Produktionsleitung hatte Léopold Schlosberg, die Filmbauten gestaltete Ralph Brinton.
Der 1930er-und-1940er-Jahre-Star Valerie Hobson gab hier seine Abschiedsvorstellung vor der Filmkamera.

## Auszeichnung
René Clement wurde 1954 bei den Internationalen Filmfestspielen von Cannes mit dem Regiepreis ausgezeichnet. Die Drehbuchautoren waren 1955 für den British Academy Film Award nominiert.

## Synchronisation
| Rolle            | Darsteller        | Synchronsprecher |
| ---------------- | ----------------- | ---------------- |
| André Ripois     | Gérard Philipe    | Dietrich Haugk   |
| Catherine        | Valerie Hobson    | Eleonore Noelle  |
| Norah            | Joan Greenwood    | Marianne Prenzel |
| Anne             | Margaret Johnston | Tilly Lauenstein |
| Catherines Vater | Percy Marmont     | Knut Hartwig     |
| Diana            | Diana Decker      | Lola Luigi       |

## Kritiken
In Der Spiegel war zu lesen: „Gérard Philipe als ein Franzose in London, als etwas schäbiger, wenngleich hier sechsfach siegreicher Frauenheld. Regisseur René Clément hat seinen Landsmann Philipe nicht nur zu Selbstironie und Selbstbezichtigung angestachelt, sondern auch so viel Witz und Natur am Rande der gleichförmigen Handlung untergebracht, daß er mit Recht dafür den Regie-Preis von Cannes bekam.“
Die ARD meinte: „Mit „Liebling der Frauen“ zeichnet René Clément das Porträt eines einsamen Verführers, wunderbar dargestellt von Schauspieler Gérard Philipe.“
Im Filmdienst heißt es: „Geistvolle Lebensbeichte eines in Wirklichkeit armseligen und unbeholfenen jungen Mannes, mit vielen Lebenswahrheiten und einer amüsanten Reflexion über das Verhältnis der Geschlechter untereinander angereichert. Hervorragend gespielt und einfühlsam inszeniert.“
Jean Tulard befand, dass „Monsieur Ripois“ „nur für eine bestimmte Form von glänzendem englischen Humor sehr bewundert“ werde.